# Bigla Ridge
Bigla Ridge (englisch; bulgarisch хребет Бигла chrebet Bigla) ist ein felsiger, teilweise unvereister, in nordwest-südöstlicher Ausrichtung 19 km langer, 8,8 km breiter und bis zu 850 m hoher Gebirgskamm an der Foyn-Küste des Grahamlands auf der Antarktischen Halbinsel. Er ragt südöstlich des Sleipnir-Gletschers und nordöstlich des Beaglehole-Gletschers auf, wobei sein südöstlicher Abschnitt die Heros-Halbinsel bildet.
Britische Wissenschaftler kartierten ihn 1974 und 1976. Die bulgarische Kommission für Antarktische Geographische Namen benannte ihn 2013 nach dem Berg Bigla im Balkangebirge in Bulgarien.